# Coatsland

Coats Land, ten westen van Koningin Maudland (Noors “Dronning Maudland”).

Coatsland of Coats Land is een gebied in Oost-Antarctica dat ten westen van Koningin Maudland ligt, en de oostelijke oever van de Weddellzee vormt. Het strekt zich uit in noordoost-zuidwestelijke richting tussen 20° W en 36° W. Het noordoostelijke deel werd ontdekt vanaf de Scotia door William S. Bruce, leider van de Schotse Nationale Antarctische Expeditie in 1902-1904. Hij noemde het gebied naar James en Andrew Coats, de twee belangrijkste supporters van de expeditie. De Duitse Antarctische Expeditie van 1911-13 onder leiding van Wilhelm Filchner en de Endurance-expeditie van 1914-17 onder leiding van Ernest Shackleton deden verdere verkenningen in het gebied. 

## Aanspraken
Op het gebied rusten claims van verschillende landen, die echter internationaal weinig of niet worden erkend: 
- het oostelijke deel van Coats Land werd opgeëist door Noorwegen en maakt deel uit van Koningin Maudland
- het centrale deel werd opgeëist door het Verenigd Koninkrijk en maakt deel uit van het Brits Antarctisch Territorium
- het westelijke deel werd opgeëist door Argentinië en maakt deel uit van Argentijns Antarctica.